# Callicebus aureipalatii
Callicebus aureipalatii е вид бозайник от семейство Сакови (Pitheciidae).

## Разпространение
Видът е разпространен в Боливия и Перу.